# Diocesi di Christchurch

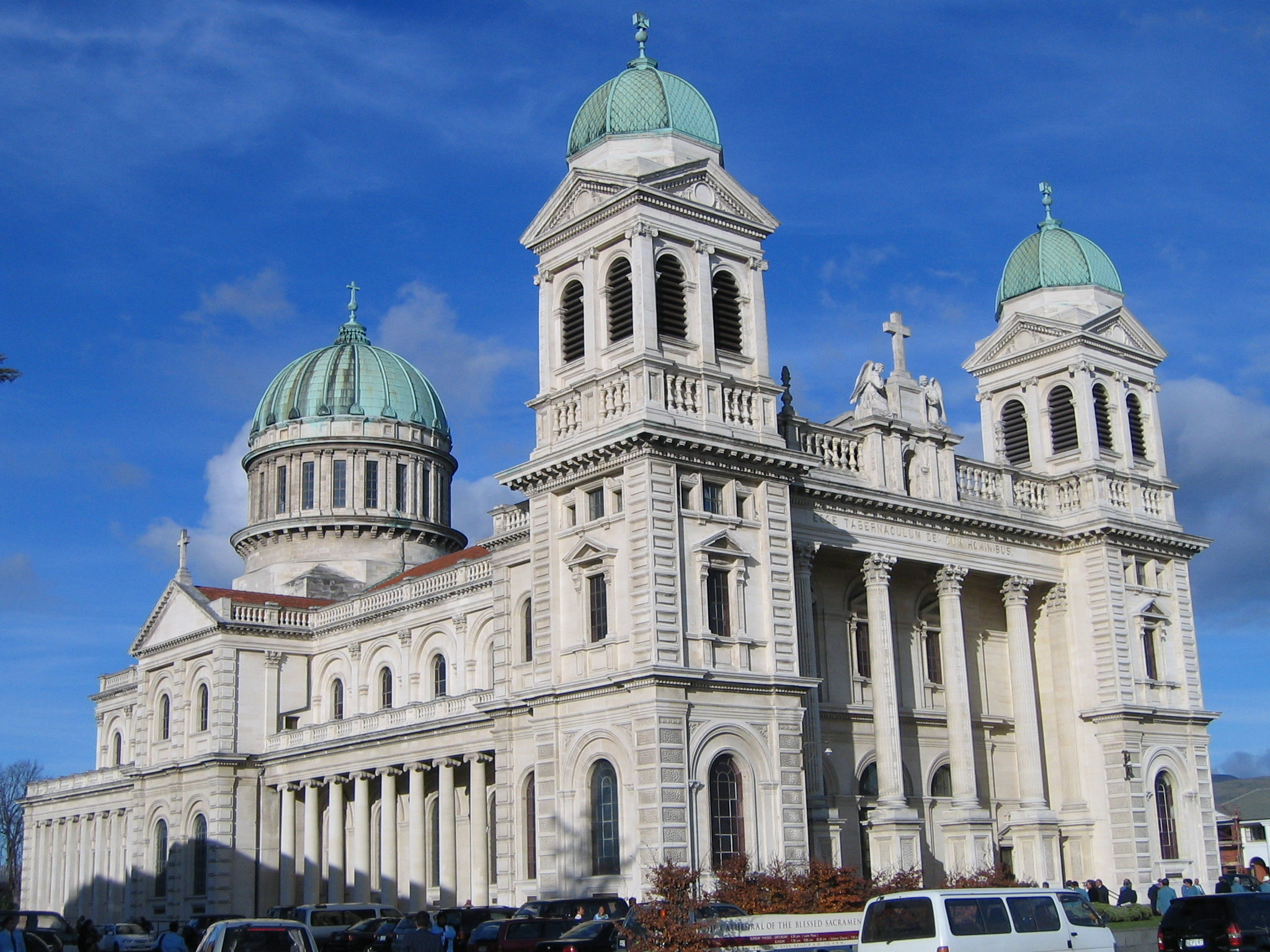
L'antica cattedrale, rovinata nel terremoto nel 2011 e successivamente demolita.

La diocesi di Christchurch (in latino Dioecesis Christopolitana) è una sede della Chiesa cattolica in Nuova Zelanda suffraganea dell'arcidiocesi di Wellington. Nel 2021 contava 66.830 battezzati su 654.900 abitanti. È retta dal vescovo Michael Andrew Gielen.

## Territorio
La diocesi comprende parte delle regioni di Canterbury e West Coast nell'Isola del Sud, e le isole Chatham, arcipelago che si trova a circa 800 km a est della Nuova Zelanda.
Sede vescovile è la città di Christchurch, dove si trovava la cattedrale del Santissimo Sacramento, rovinata in un terremoto nel 2011 e successivamente demolita; in attesa della costruzione di un nuovo edificio, funge da cattedrale la chiesa di Santa Maria.
Il territorio è suddiviso in 26 parrocchie.

## Storia
La diocesi è stata eretta il 10 maggio 1887 con il breve Ex debito pastoralis di papa Leone XIII, ricavandone il territorio dalla diocesi di Wellington, contestualmente elevata al rango di arcidiocesi metropolitana.

## Cronotassi dei vescovi
Si omettono i periodi di sede vacante non superiori ai 2 anni o non storicamente accertati.
- John Joseph Grimes, S.M. † (13 maggio 1887 - 11 marzo 1915 deceduto)
- Matthew Joseph Brodie † (27 novembre 1915 - 11 ottobre 1943 deceduto)
- Patrick Francis Lyons † (16 marzo 1944 - 5 aprile 1950 nominato vescovo ausiliare di Sydney[1])
- Edward Michael Joyce † (18 aprile 1950 - 28 gennaio 1964 deceduto)
- Brian Patrick Ashby † (11 luglio 1964 - 4 luglio 1985 dimesso)
- Denis William Hanrahan † (4 luglio 1985 succeduto - 1º febbraio 1987 deceduto)
- John Basil Meeking † (30 marzo 1987 - 15 dicembre 1995 dimesso)
- John Jerome Cunneen † (15 dicembre 1995 - 4 maggio 2007 ritirato)
- Barry Philip Jones † (4 maggio 2007 succeduto - 13 febbraio 2016 deceduto)
- Paul Martin, S.M. (5 dicembre 2017 - 1º gennaio 2021 nominato arcivescovo coadiutore di Wellington)[2]
- Michael Andrew Gielen, dal 21 maggio 2022

## Statistiche
La diocesi nel 2021 su una popolazione di 654.900 persone contava 66.830 battezzati, corrispondenti al 10,2% del totale.
| anno | popolazione | popolazione | popolazione | presbiteri | presbiteri | presbiteri | presbiteri                | diaconi | religiosi | religiosi | parrocchie |
| anno | battezzati  | totale      | %           | numero     | secolari   | regolari   | battezzati per presbitero | diaconi | uomini    | donne     | parrocchie |
| ---- | ----------- | ----------- | ----------- | ---------- | ---------- | ---------- | ------------------------- | ------- | --------- | --------- | ---------- |
| 1950 | 30.250      | 243.777     | 12,4        | 90         | 47         | 43         | 336                       |         | 66        | 374       | 32         |
| 1966 | 58.000      | 391.069     | 14,8        | 135        | 85         | 50         | 429                       |         | 99        | 486       | 49         |
| 1970 | 61.162      | 358.582     | 17,1        | 138        | 85         | 53         | 443                       |         | 101       | 460       | 50         |
| 1980 | 69.603      | 452.635     | 15,4        | 120        | 77         | 43         | 580                       |         | 83        | 315       | 52         |
| 1990 | 54.732      | 462.650     | 11,8        | 101        | 64         | 37         | 541                       |         | 64        | 261       | 50         |
| 1999 | 64.629      | 488.000     | 13,2        | 79         | 55         | 24         | 818                       |         | 46        | 212       | 50         |
| 2000 | 64.629      | 548.793     | 11,8        | 78         | 54         | 24         | 828                       |         | 46        | 190       | 50         |
| 2001 | 64.629      | 548.793     | 11,8        | 79         | 55         | 24         | 818                       |         | 31        | 199       | 50         |
| 2002 | 68.295      | 511.734     | 13,3        | 72         | 49         | 23         | 948                       |         | 37        | 171       | 50         |
| 2003 | 62.715      | 503.631     | 12,5        | 70         | 48         | 22         | 895                       |         | 38        | 187       | 50         |
| 2004 | 62.715      | 503.631     | 12,5        | 73         | 49         | 24         | 859                       |         | 44        | 155       | 52         |
| 2006 | 62.715      | 503.631     | 12,5        | 67         | 49         | 18         | 936                       |         | 35        | 138       | 51         |
| 2013 | 68.500      | 546.000     | 12,5        | 63         | 47         | 16         | 1.087                     |         | 32        | 109       | 39         |
| 2016 | 67.824      | 574.755     | 11,8        | 66         | 50         | 16         | 1.027                     |         | 38        | 100       | 27         |
| 2019 | 72.000      | 610.910     | 11,8        | 65         | 48         | 17         | 1.107                     |         | 39        | 103       | 26         |
| 2021 | 66.830      | 654.900     | 10,2        | 62         | 44         | 18         | 1.077                     |         | 39        | 91        | 26         |